# Bernd Reisener

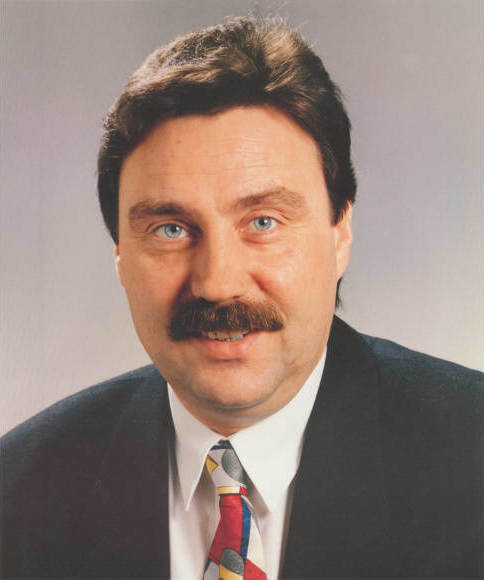
Kandidatenplakat zur Landtagswahl in Sachsen-Anhalt 1994

Bernd Reisener (* 5. Oktober 1950 in Magdeburg) ist ein deutscher Politiker (CDU). Er war von 1990 bis 1994 Mitglied im Landtag Sachsen-Anhalt.

## Ausbildung und Leben
Bernd Reisener lernte nach dem Realschulabschluss Bautischler. Später studierte er Verwaltung/Recht mit Fachschulabschluss und 7 Semester Recht an einer Fachhochschule. Bernd Reisener, der evangelischer Konfession ist, ist verheiratet und hat zwei Kinder.

## Politik
Bernd Reisener  ist  Mitglied der CDU. Er war Mitglied des Landesvorstandes der CDU Sachsen-Anhalt und 1990 bis 2011 Landesgeschäftsführer. Er wurde bei der ersten Landtagswahl in Sachsen-Anhalt 1990 zunächst nicht in den Landtag gewählt, rückte aber über die Landesliste für Wolfgang Kiele am 18. Oktober 1991 nach.